# Salling Østergård
Salling Østergård er en gammel borg og senere hovedgård i Åsted Sogn (Skive Kommune)  i det tidligere Harre Herred i Viborg Amt, nu Skive Kommune i Region Midtjylland. Borgen i det nordlige Salling er kendt i det 14. århundrede, hvor den tilhørte slægten Krabbe.
Borgen består af fire fløje, som omslutter en ganske lille gårdsplads. Den ældste del er vestfløjen, der er opført i slutningen af 1400-tallet. I 1516 blev sydfløjen opført, og i 1550'erne nord- og østfløjen. Hele anlægget har været omgivet af voldgrav. Bygningen blev fredet i 1918 og blev på grund af tiltagende forfald i 1999 overtaget af staten. Østergård har siden gennemgået en omfattende restaurering under ledelse af Kulturarvstyrelsen.

## Ejere af Salling Østergård
- 1408-1495 Niels Krabbe
- 1495-1543 Glob Krabbe
- 1543-1597 Iver Krabbe
- 1597-1625 Erik Kaas
- 1625-1639 Anne Brahe
- 1639-1657 Knud Ulfeldt
- 1657-1685 Christian Lindenow
- 1685-1694 Jens Henriksen
- 1694-1727 Anders Hansen Høyer
- 1727-1747 Christen Jensen Basballe
- 1747-1752 Niels Nielsen
- 1753-1754 Chr. Lautrup
- 1754-1758 Birgitte Blichfeld, gift Lautrup
- 1758-1793 N.A. Qvistgaard
- 1793-1853 Forskellige ejere
- omkring 1841: proprietær H. Torsleff
- 1853-1855 Jørgen Rasmussen
- 1855-1871 Ernst Emil Rosenørn
- 1871-1885 Johan Christian Brinck-Seidelin
- 1885-1890 E.O.J. Hedemann
- 1890-1906 Vallø Stift
- 1906-1943 A. Froberg
- 1943-1945 A.C. Knuth
- 1945-1962 J.M. Skov
- 1962-1999 Kr. og K. Skov
- 1999 – Staten (hovedbygningen)